# 塔拉瑟姆塔訥國家公園

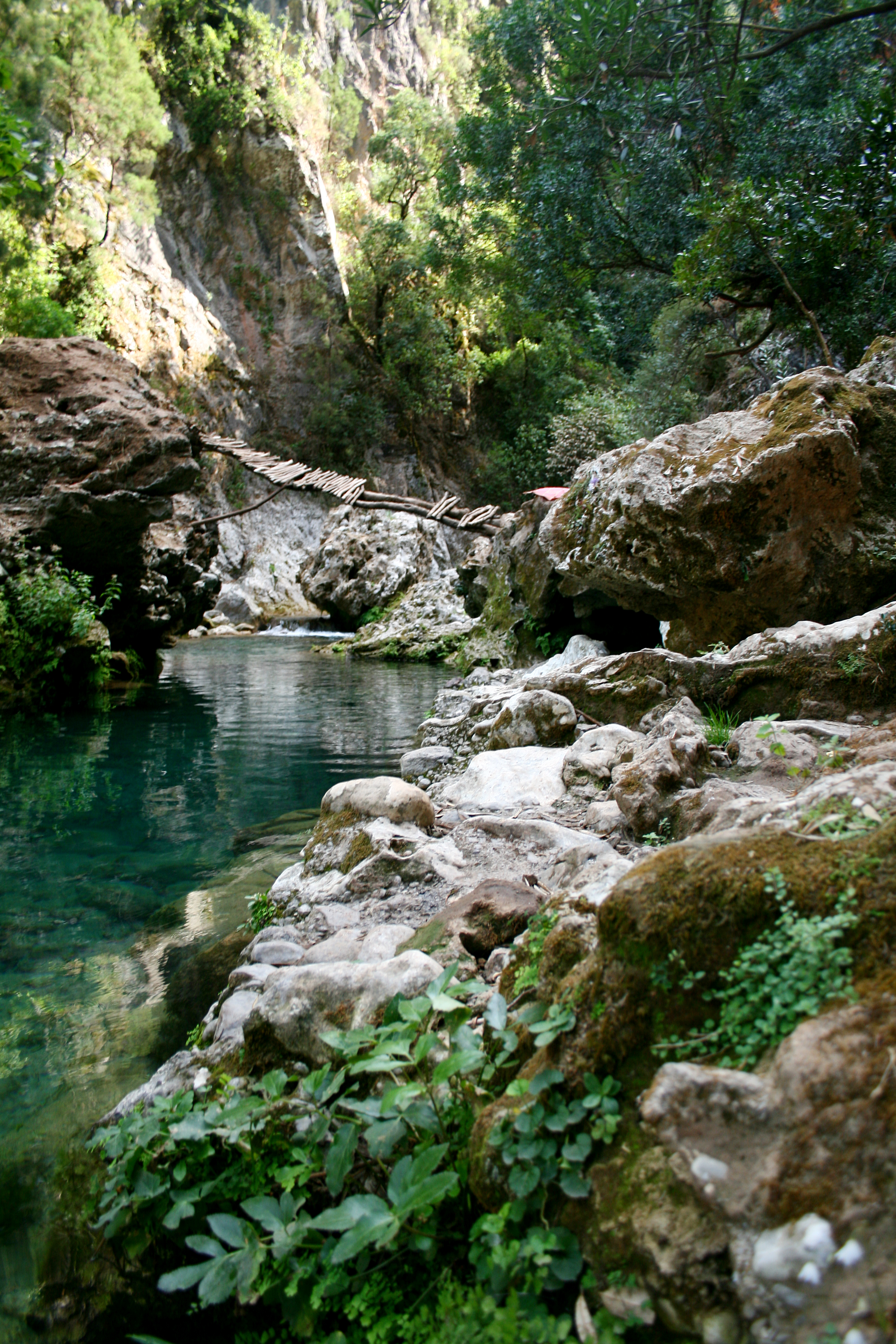

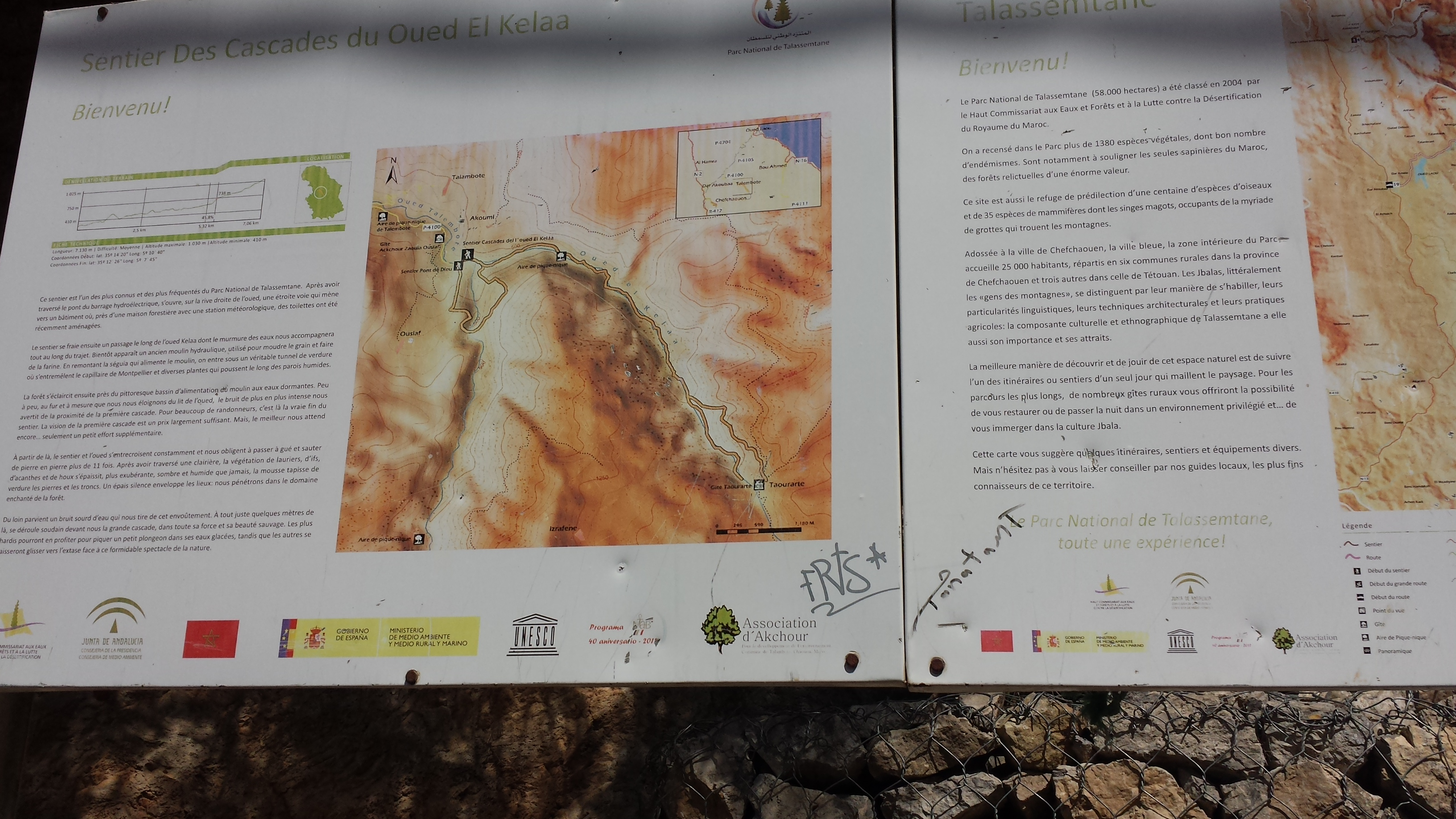

35°08′N 5°05′W / 35.13°N 5.08°W
塔拉瑟姆塔訥國家公園（阿拉伯语：‎），是摩洛哥的國家公園，位於該國北部，處於里夫山脈中西部，毗鄰舍夫沙萬，成立於2004年，面積580平方公里。